# 花影 (2008年の映画)
『花影』（はなかげ）は、2008年公開の日本映画。河合勇人監督の長編デビュー作で、山本未來の映画初主演作でありキム・レウォンの日本映画初出演作でもある。原作は市川森一の書き下ろし。

## ストーリー
有名ジュエリーデザイナーの尚美は、出店計画を進めるため釜山を訪れた。在日3世である尚美は、先祖の墓を探すうちに小学校教師スンウに出会う。尚美に一目で恋をしたスンウは尚美を思い続けるが、尚美は日本での忙しい日々へと帰っていく。そんな時、尚美の不倫スキャンダルが発覚、店は閉店へと追い込まれる。マスコミに追われ恋人と別れた尚美に、一通の手紙が届く。それは韓国で出会った青年、スンウからのラブレターだった。

## キャスト
- 山本未來（五木尚美） - 主人公。ジュエリーデザイナー。
- キム・レウォン（ソン・スンウ） - 小学校教師。
- パク・ジョンス（ソン・ユナ） - スンウの母。
- 石黒賢（土門竜） - カメラマン。
- 戸田恵子（江崎絹代） - ジュエリーNAOMIマネージャー。
- 笹野高史（五木宗一郎） - 尚美の養父。
- 片岡静香（五木津代） - 尚美の養母。
- 伴杏里（ココミ） - 歌手。
- 仲谷みなみ（岡野沙也香） - スンウの生徒。
- 千葉美裸（カヨ） - ジュエリーデザイナーの卵。
- 佐藤浩市（舞台監督）
- 柄本明（不動産屋主人）

## スタッフ
- 監督：河合勇人
- 製作：若杉正明
- プロデューサー：田辺順子
- 原作・脚本：市川森一
- 製作統括：榎戸耕史
- 撮影：猪本雄三
- 照明：板垣賢三
- 録音：二瓶尚穂
- 美術：松葉明子
- 助監督：遠藤健一、宮田宗吉、片桐健滋
- 編集：奥原好幸
- 音楽：平間稜涼
- 撮影協力：経済産業省近畿経済産業局、大阪府、大阪商工会議所、大阪ロケーションサービス協議会、大阪デジタルコンテンツビジネス創出協議会（ODCC）
- 配給：アステア

## 関連書籍
- 『シナリオ』2008年4月号 - 本作品のシナリオなど掲載。